# Mecanismo (biología)
En la ciencia de la biología, un mecanismo es un sistema de partes y procesos que interactúan causalmente y que producen uno o más efectos. Los científicos explican los fenómenos describiendo los mecanismos que podrían producir los fenómenos. Por ejemplo, la selección natural es un mecanismo de evolución biológica; otros mecanismos de evolución incluyen la deriva genética, la mutación y el flujo de genes. En ecología, los mecanismos como la depredación y las interacciones huésped-parásito producen cambios en los sistemas ecológicos. En la práctica, ninguna descripción de un mecanismo está completa porque no se conocen completamente todos los detalles de las partes y los procesos de un mecanismo. Por ejemplo, la selección natural es un mecanismo de evolución que incluye innumerables interacciones interindividuales con otros individuos, componentes y procesos del entorno en el que opera la selección natural. 
Al considerar a un ser vivo o un elemento biológico como un mecanismo, puede asumirse que está formado a su vez por entidades que interactúan. Estas entidades son objetos físicos que participan en las actividades del ser vivo al poseer propiedades específicas que las hacen posibles. Por ejemplo, en el mecanismo de neurotransmisión química, una neurona presináptica trasmite una señal a una neurona postsináptica a través de la liberación de moléculas neurotransmisoras que se propagan a través de la hendidura sináptica, se enlazan con los receptores, y así la célula post-sináptica es despolarizada.

## Historia
En el XVII se presentaron las primeras concepciones mecanicistas del cuerpo humano y de los organismos en general. Por ejemplo, Hobbes en su De corpore o Descartes en el Tratado del Hombre. Recurriendo a la analogía de lo vivo con lo artificial en lugar de postular fuerzas vitales o tendencias ínsitas en la propia naturaleza del organismo que lo conduzcan a un estado de entelequia. Descartes en la sección V del Discurso del Método señala que los animales son máquinas; lo vivo no se contrapone a lo mecánico, sino que se explica del mismo modo que lo artificial y en ambos dominios opera un solo tipo de causalidad; la causalidad eficiente. Además niega las formas substanciales y, por lo tanto, también niega la causalidad final; la materia tiene como atributo esencial la extensión y en consecuencia es geometrizable.

## Caracterizaciones/definiciones
Muchas caracterizaciones/definiciones de mecanismos en la filosofía de la ciencia/biología han sido proporcionadas en las últimas décadas. Por ejemplo, una caracterización influyente de los mecanismos biológicos neuro y moleculares es la siguiente: los mecanismos son entidades y actividades organizadas de manera tal que producen cambios regulares de las condiciones de inicio a terminación.
Los mecanismos son entidades y actividades organizadas de manera tal que producen cambios desde las condiciones de inicio hasta las condiciones de terminación. Hay tres aspectos distinguibles de esta caracterización: 
- Aspecto óntico: La constitución óntica de los mecanismos biológicos incluye entidades y actividades.

- Aspecto descriptivo: La mayoría de las descripciones de los mecanismos (como se encuentran en la literatura científica) incluyen especificaciones de las entidades y actividades involucradas, así como las condiciones de inicio y terminación. Este aspecto se limita principalmente a los mecanismos lineales, que tienen puntos de inicio y fin relativamente inequívocos entre los cuales producen su fenómeno, aunque puede ser posible seleccionar arbitrariamente dichos puntos en mecanismos cíclicos (por ejemplo, el ciclo de Krebs).

- Aspecto epistémico: Los mecanismos son dinámicos productores de fenómenos.

## Análisis
Los mecanismos en la ciencia/biología han reaparecido como un tema de análisis y discusión filosóficos en las últimas décadas debido a una variedad de factores, muchos de los cuales se relacionan con cuestiones metacientíficas como la explicación y la causalidad. Por ejemplo, la disminución de los modelos de explicación de la Ley de Cobertura (CL), por ejemplo, el modelo deductivo-nomológico de Hempel (DN), ha estimulado el interés de cómo los mecanismos pueden desempeñar un papel explicativo en ciertos dominios de la ciencia, especialmente en disciplinas de nivel superior como la biología (es decir, neurobiología, biología molecular, neurociencia, etc.). Esto no se debe solo al problema filosófico de dar una explicación de las "leyes de la naturaleza" con las que se encuentran los modelos CL, sino también al hecho incontrovertible de que la mayoría de los fenómenos biológicos no se caracterizan en términos nomológicos (es decir, en términos de relaciones legales). Por ejemplo, la biosíntesis de proteínas no se produce de acuerdo con ninguna ley y, por lo tanto, en el modelo DN, no se puede dar una explicación para el fenómeno de la biosíntesis.

## Explicaciones
Las explicaciones mecanicistas vienen en muchas formas. Wesley Salmon propuso la concepción "óntica" de explicación establece que las explicaciones son mecanismos y procesos causales en el mundo. Hay dos tipos de explicación: etiológica y constitutiva. Salmon se centró principalmente en la explicación etiológica, con respecto a la cual se explica algún fenómeno P al identificar sus causas (y, por lo tanto, ubicarlo dentro de la estructura causal del mundo). La explicación constitutiva (o componencial), por otro lado, implica describir los componentes de un mecanismo M que produce (o causa) P. De hecho, mientras que: 
1. Por un lado se distingue entre adecuación descriptiva y explicativa, donde se define la primera como la idoneidad de una teoría para explicar al menos todos los elementos en el dominio (que necesitan explicación), y esta última como la idoneidad de una teoría para explicar no más que esos elementos de dominio.
2. Las filosofías pasadas de la ciencia diferencian entre descripciones de fenómenos y explicaciones de esos fenómenos, en el contexto no óntico de la literatura sobre mecanismos, las descripciones y explicaciones parecen ser idénticas. Es decir, explicar un mecanismo M es describirlo (especifique sus componentes, así como el fondo, habilitación, etc., condiciones que constituyen, en el caso de un mecanismo lineal, sus "condiciones de inicio").

## Explicaciones mecanicistas
Una de las aplicaciones de este concepto, reside en las definiciones de la biología al describir distintos aspectos del comportamiento de la naturaleza y más concretamente un fenómeno natural:
Explicar un fenómeno natural consiste en aducir básicamente las causas que lo producen. Para Aristóteles la realidad se explica aduciendo el esquema cuatripartito de la causalidad. Conocer algo es conocer sus causas, pues identificarlas es una manera de responder a un porqué. Para la metafísica clásica de corte aristotélico-realista la finalidad es causa causarum.
Cuando se identifica un mecanismo se determina alguna o muchas de sus partes constituyentes; otras pueden ser incógnitas. Además, un mecanismo también puede estar formado de otros mecanismos. El compromiso con el realismo de entidades en la explicación basada en mecanismos no tiene por qué ser consubstancial a la misma, es posible suponer que existen tales entidades y no identificarlas, además pensar que muchos de los términos que empleamos para identificar las partes constituyentes del mecanismo refieren típicamente, pero puede suceder que no sea el caso o que en realidad el mecanismo sea únicamente postulado